# Titularbistum Modruš
Modruš ist ein Titularbistum der römisch-katholischen Kirche. 
Es geht zurück auf ein früheres Bistum in der Stadt Modruš in Kroatien, das der Kirchenprovinz Split zugeordnet war.
| Titularbischöfe von Modruš |                         |                               |                  |     |
| Nr.                        | Name                    | Amt                           | von              | bis |
| 1                          | Dominick John Lagonegro | Weihbischof in New York (USA) | 30. Oktober 2001 |     |